# Sakaguchi Moeno
Sakaguchi Moeno (阪口 萌乃, sinh ngày 4 tháng 6 năm 1992) là một cầu thủ bóng đá nữ người Nhật Bản.

## Đội tuyển bóng đá nữ quốc gia Nhật Bản
Sakaguchi Moeno thi đấu cho đội tuyển bóng đá nữ quốc gia Nhật Bản.

## Thống kê sự nghiệp
| Nhật Bản  | Nhật Bản | Nhật Bản |
| Năm       | Trận     | Bàn      |
| --------- | -------- | -------- |
| 2018      | 9        | 1        |
| Tổng cộng | 9        | 1        |